# Egészségfejlesztés
Az Egészségfejlesztés egy magyar folyóirat, amely az Emberi Erőforrások Minisztériumának negyedévente megjelenő online, regisztrációt nem igénylő, ingyenesen hozzáférhető szakmai folyóirata. Nemzetközi azonosítója: ISSN 2498-6666 (online kiadás), ISSN 1786-2434 (nyomtatott kiadás).

## Története
A folyóirat 1960-ban indult Egészségügyi Felvilágosítás címmel, alapítói dr. Métneki János és dr. Vilmon Gyula az 1887-től az Országos Közegészségi Egyesület hivatalos lapjaként megjelenő Egészség című folyóirat szellemi folytatásaként tekintettek a lapra, amely kéthavonta jelent meg. Az Orvosi Hetilap 1964-ben megjelent folyóiratreferátumában kiemelte, hogy „A folyóirat az egészségügyi szakágazatok szűkebb értelemben vett felvilágosítási témáin kívül kiterjeszkedik a határterületek: népművelés, pedagógiai, pszichológia, szociológia, művészetek, irodalom stb. kapcsolatos kérdéseire, eseményeire is.” 1964-re a lap már széles körben elterjedt és népszerűvé vált, az egészségügyi felvilágosítást végző szervezők és gyakorlati végrehajtók részére nélkülözhetetlen tekintették. 1963-ban a művelődésügyi miniszter egy utasításban az általános és középiskolák, valamint a bentlakásos intézmények számára az ajánlott belföldi sajtótermékek között sorolta fel. A folyóirat ára ebben az időszakban féléves előfizetéssel 52 forint, éves előfizetéssel 104 forint volt.
A lap 1976–2004 között kéthavonta Egészségnevelés címen jelent meg, előfizetése 1976-ban félévre 30 forint, egész évre 60 forint volt. Az újságot külföldön is terjesztették, Jugoszláviában az éves előfizetés 1977-ben például 110 dinár volt. A lap cikkeit rendszeresen szemlézte a Magyar Nemzet és az Orvosi Hetilap is. A lap céljai között megjelent, hogy „mindenki tudatosan vegyen részt a saját és a környezetében élők egészségének védelmében.” A folyóirat szerzői számára 1976-ban alapították a Vilmon Gyula-nívódíjat.
2004 óta viseli az Egészségfejlesztés címet. 2016 óta online formában érhető el.

## Küldetése
Az Egészségügyi Felvilágosítás Központja (EFK) által 1960-ban indított Egészségügyi Felvilágosítás című módszertani tájékoztató célként az egészségügyi felvilágosítás elméleti, valamint szervezési és módszertani kérdéseinek ismertetését, az érintett egészsgügyi dolgozók tájékoztatsát, a bevált belföldi és külföldi felvilágosítási módszerek, eljárások közzétételét, a tapasztalatcsere elmozdítását jelölte meg.
Az Egészségfejlesztés folyóirat küldetése, hogy hozzájáruljon a magyar egészségmagatartás megváltoztatásával kapcsolatos szakmai kommunikáció segítése és az  egészségfejlesztés színvonalának emelése. 2016-ban a folyóirat elektronikus megjelenésre tért át, csak szakbírálaton átesett (peer-reviewed) eredeti közleményeket jelentet meg a hazai és nemzetközi beszámolók, vélemények, szemlék mellett. Az eredeti közlemények kettős vak szakbírálaton esnek át, azaz sem a szerző, sem a szakbíráló személye nem ismert a másik személy előtt. A szakbírálatot két, független szakbíráló végzi, akik az közlemény tudományos megalapozottságának, szakmai tartalmának megítélésében vesznek részt.

## Rovatai
- Eredeti közlemények: A rovatban a szerzők saját vizsgálati eredményeiket és az azokra alapozott következtetéseket bemutató közlemények jelennek meg.
- Áttekintő közlemények: Az ebben a rovatban megjelenő közlemények alaptípusa egy meghatározott témában, a szerző által előre megtervezett módszerrel összeválogatott szakirodalmat foglalja össze. Ugyancsak ebben a rovatban kerülnek közlésre a nemzetközi standardok szerint meghatározott keresési, válogatási és elemzési módszertant alkalmazó strukturált áttekintések (systematic review) és meta-analízisek is.
- Szakdokumentumok: A rovat ismerteti az egészségfejlesztés területét érintő koncepciókat, ajánlásokat, irányelveket és módszertani útmutatókat, valamint bemutatja a szakterületre vonatkozó legfontosabb munkaanyagokat, jelentéseket, összefoglalókat is.
- Országportré
- Agora: A rovat az egészségfejlesztés területét érintő vélemények, elképzelések valamint vitaanyagok közlésével az építő jellegű szakmai párbeszéd elősegítését szolgálja. Az Agora rovatban megjelentek nem feltétlenül tükrözik a szerkesztőség álláspontját.
- Szemle: A rovatban az egészségfejlesztéssel összefüggő könyvek és főként nemzetközi szaklapokban megjelent cikkek rövid ismertetése, ajánlása található.
- Olvasói fórum: A rovat bemutatja az olvasói reagálásokat, hozzászólásokat a korábban megjelent cikkekhez, továbbá ismerteti az egyéb véleményeket a lap tartalmáról, formájáról.
- Beszámolók: A rovat az egészségfejlesztés területét érintő szakmai eseményekről és a szakterületen tevékenykedő szervezetekről számol be.
- Portrék: A rovatban az egészségfejlesztés területén maradandót alkotó szakemberek munkásságának személyes élmények, benyomások és érzések alapján megírt bemutatása olvasható.
- Tematikus cikkválogatás

## Kiadó és szerkesztőség
Kiadója 2017-ig a Nemzeti Egészségfejlesztési Intézet (NEFI) volt, 2017-től a Nemzeti Népegészségügyi Központ. A kiadásért Dr. Müller Cecília országos tisztifőorvos felel. A szerkesztőség 2021-ben 16 tagú, akiknek a munkáját 13 tagú Tanácsadó Testület segíti.